# 劉愛琴

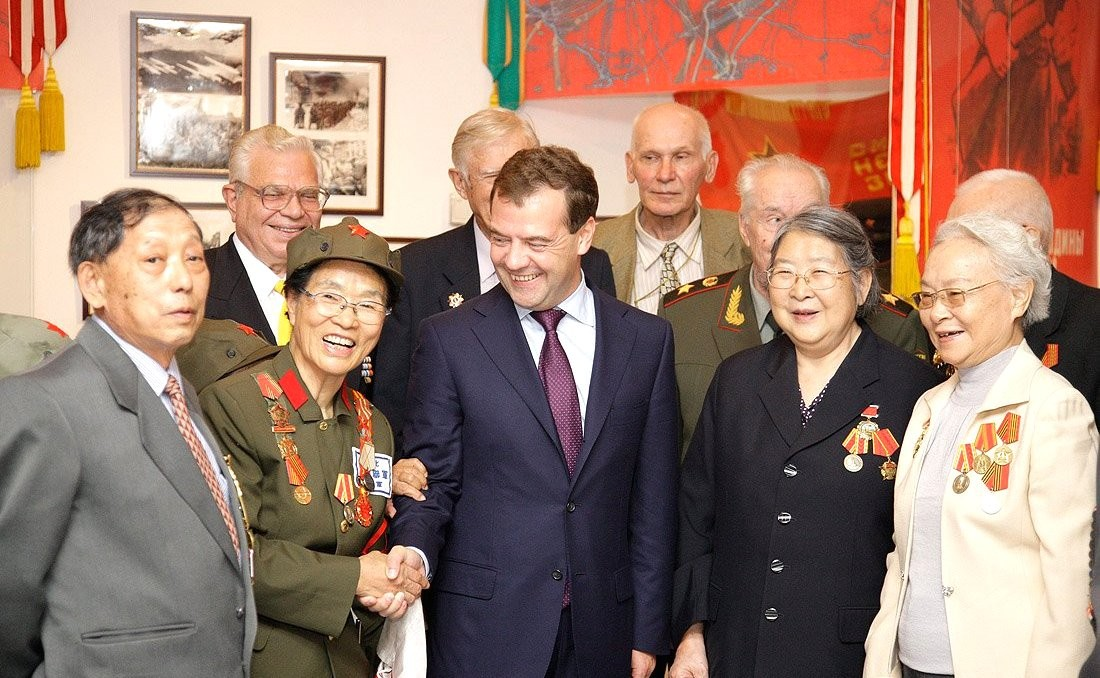
ロシアのドミートリー・メドヴェージェフ大統領が2010年に中国の大連を訪問中に、第二次世界大戦の中露の退役軍人と会談した時の様子。前列左から王立平（元第88旅団軍人）、李敏（元黒龍江省政協副主席）、メドヴェージェフ、李敏（毛沢東の娘）、劉愛琴

劉 愛琴（りゅう あいきん、1927年4月1日 - 2020年6月7日）は、第2代中華人民共和国主席劉少奇の長女である。

## 生涯
中国国民革命中の1927年4月1日に、湖北省漢口市にある湖北省総工会（労働組合総連合）の建物で生まれた。幼名は「愛児」だった。父の劉少奇は当時中国共産党中央委員会委員、中華全国総工会武漢事務所事務局長、湖北省総工会事務局長を務めていた。母は何宝珍である。生後まもなく、政治的混乱のため、漢口の労働運動家の家庭に預けられた。その後、預けられた家も貧しかったことから、人力車車夫をしていた漢口の親戚の家に童養媳として送られた。
日中戦争勃発後の1938年、周恩来が部下を派遣して劉愛琴を探し出し、武漢の八路軍の事務所に送られ、そこで夏之栩と知り合った。夏は、国民党に捕えられて監獄に送られた生母・何宝珍の獄中の友人だった。1938年春に延安に送られ、そこで父・劉少奇と再会した。その頃、生母の何宝珍は獄中で亡くなっていた。1938年秋、兄の劉允斌とともに延安保育小学に通うことになり、入学時に劉少奇より「愛琴」と名づけられた。
1939年10月、劉愛琴は兄の劉允斌とともにソビエト連邦（ソ連）に渡り、イヴァノヴォのインタードーム（国際子供の家）に留学した。1940年にはソ連の10年制学校に入学した。独ソ戦が勃発すると、劉愛琴は赤軍後備軍（予備役）に入隊した。
1946年にモスクワ通信技術学校に入学した。ここで無線科のスペイン人学生フェルナンド（スペインの政治家ドロレス・イバルリの甥）と恋に落ち、在学中に2人は結婚した。1949年に卒業試験に合格した劉愛琴は、ソ連を極秘訪問中の父・劉少奇とともに帰国した。劉少奇は娘とフェルナンドとの結婚を認めず、離婚することとなったが、劉愛琴はすでにフェルナンドとの間の子を身籠っていた。生まれた子供には、フェルナンドの姓の漢字表記から1文字取って「索索」と名付けられた。
帰国後は、劉少奇の手配で北京師範大学附属実験中学の教師として1年間働いた。その後、中国人民大学計画経済学科に入学した。1953年に中国人民大学を卒業後、国家計画委員会総局に配属された。この頃までに、劉少奇から紹介された蒙古族の巴彦孟和と結婚していた。1950年代半ば、国務院は組織を合理化し、幹部を辺境に派遣して開発を支援させた。父・劉少奇の求めにより、劉愛琴の一家は内モンゴルに送られて、フフホトの内モンゴル自治区統計局に勤務した。1965年に中国共産党に入党した。
文化大革命勃発後、1966年7月30日から8月1日にかけて、内モンゴルでも文化大革命が始まった。劉愛琴が所属する党支部は彼女を北京に送り、ウランフの犯罪を暴露した文書を劉少奇あてに持って行かせた。劉愛琴が父の姿を見たのは、これが最後だった。劉少奇が力を失いつつあった1967年初頭、劉愛琴は仕事を中断され、その数か月後にフフホトに審査のために隔離された。隔離生活は2・3年に及び、この間、劉愛琴は激しい迫害と暴力を受け、ある時は歯が折れて失禁した。その間に、兄の劉允斌は迫害に耐えかねて自殺し、弟の劉允若は逮捕されて投獄された。1969年11月12日に劉少奇が亡くなった。それを知った劉愛琴は、2日間泣き続けて何も食べなかった。劉愛琴は党と公職を追放され、労働改造のために辺境に送られた。1977年に劉允若も亡くなった。劉愛琴は中央組織部に「文化大革命のため12年間働いていなかった」と手紙を書き、元の仕事への復職を求めた。当時の中央組織部長の郭玉峰は、問題を先送りにした。部長が胡耀邦に代わった後、劉愛琴は所属長からどこで働きたいかと聞かれた。劉愛琴は「北京に戻りたい」と答え、所属長は「検討する」と述べた。その後、「河南省、河北省、湖南省、湖北省のどれに行きたいか」と聞かれた。1978年初頭、劉愛琴は河北省石家荘市に派遣され、河北師範大学で教鞭をとった。
1979年4月、劉愛琴に「名誉回復、党籍復帰、公務復帰」の通達が出された。1980年に父の劉少奇の名誉も回復された。その後、劉愛琴は北京に戻り、中国人民警官大学のロシア語教師・准教授として赴任した。1989年、3歳年下の沃宝田と結婚した。中華全国婦女連合会から「全国三八紅旗手」の称号を、公安部から「人民警察一級金盾栄誉勲章」を授与された。その後、彼女は引退した。
1995年、ロシアのエリツィン大統領から、大祖国戦争（独ソ戦）に参加したことに対する賞状と記念章を授与された。2010年にはロシアから大祖国戦争勝利65周年記念勲章を授与された。2015年4月15日、在中国ロシア大使館で、ソ連の大祖国戦争に貢献した中国の退役軍人32人に記念勲章を授与する式典が行われた。劉愛琴は、毛沢東の娘の李敏、瞿秋白の娘の瞿独伊、李富春の娘の李特特など、中国共産党の著名な指導者の子息とともに、勲章を受け取った。2015年5月9日にモスクワで開かれた軍事パレードに、ロシア政府の招待により劉愛琴、朱徳の孫の劉麗、李范五の息子の李多力、劉輝山の娘の劉霞とその家族が参加した。毛沢東の娘の李敏も招かれていたが、病気のため出席できなかった。
劉愛琴は2020年6月7日に死去した。遺志により、遺体は献体された。

## 著作
- 『我的父亲刘少奇』（私の父親劉少奇、2002年）